# Enrique de Guzmán (m. 1492)
Enrique de Guzmán (n. Corona de Castilla, ca. 1434-Sanlúcar de Barrameda, 24 de agosto de 1492) era un noble castellano perteneciente a la Casa de Medina Sidonia que por herencia paterna ostentó los títulos de II duque de Medina Sidonia, IV conde de Niebla, I marqués de Gibraltar, y VII señor de Sanlúcar.

## Biografía

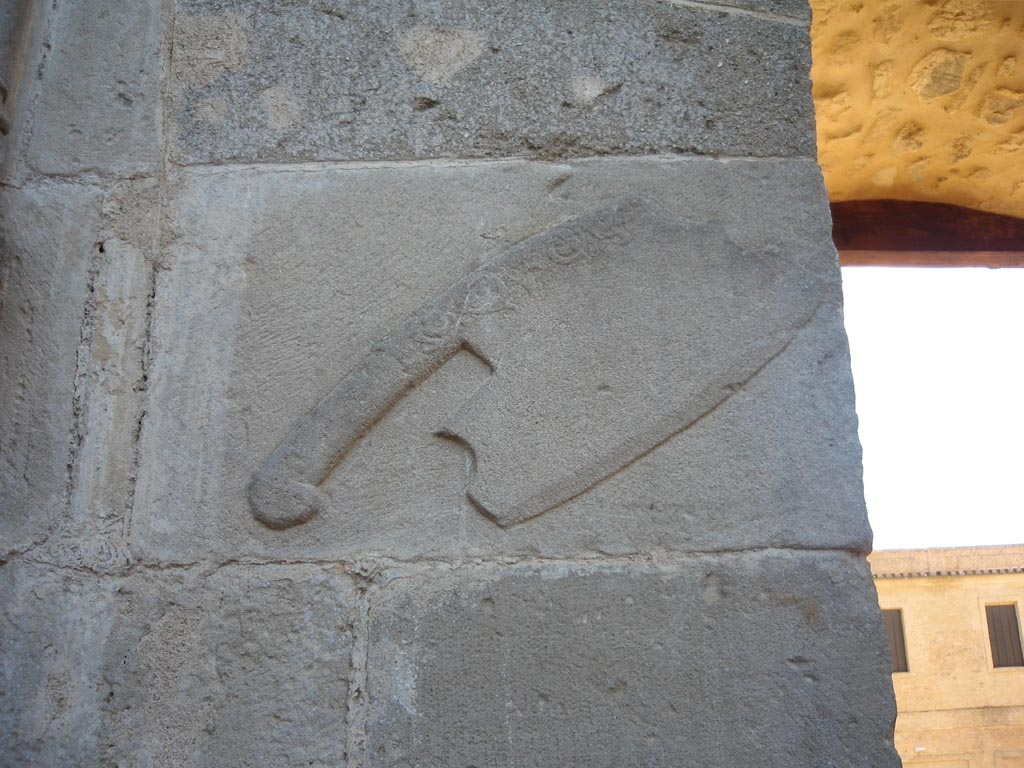
Segur, emblema del II duque de Medina Sidonia en el castillo de Santiago de Sanlúcar de Barrameda.

Enrique de Guzmán, nacido hacia 1434, era hijo natural de Juan Alonso Pérez de Guzmán, I duque de Medina Sidonia, y de su manceba Isabel de Meneses y Fonseca. Fue legitimado, por real cédula en 1460, y sus padres casaron, en octubre de 1468, casi al final de la vida del I duque de Medina Sidonia «para darle gusto a su hijo primogénito». Era sobrino del arzobispo sevillano Alonso I de Fonseca, señor de Coca y de Alaejos, y un nieto materno de Juan Alonso de Ulloa, consejero real de Juan II de Castilla, y de su esposa Beatriz Rodríguez de Fonseca.
Fue el artífice de la construcción del Castillo de Santiago de Sanlúcar de Barrameda hacia 1487. Tuvo un papel destacado en la guerra de sucesión castellana (1475-1479), luchando del lado de Isabel y Fernando.
A pesar de la fidelidad del duque a los Reyes Católicos, estos siempre estuvieron recelosos de su poder y riqueza. De hecho, según Barrantes Maldonado, cronista de la Casa de Medina Sidonia, los reyes ordenaron asesinarlo en 1478, si bien el intento fracasó.
La reina Isabel la Católica le otorgó el 30 de septiembre de 1478 el título de marqués de Gibraltar. Finalmente, el duque de Medina Sidonia fallecería el 24 de agosto de 1492 en la localidad de Sanlúcar de Barrameda. 

## Matrimonio y descendencia
Enrique de Guzmán contrajo matrimonio en 1463 con Leonor de Ribera y Mendoza,  señora de Olivares, hija del III adelantado mayor andaluz Per Afán de Ribera, y de su segunda esposa María de Mendoza, I condesa de los Molares.
Fruto de dicho enlace nació un hijo:
- Juan Alonso Pérez de Guzmán (Sevilla, febrero de 1464-10 de julio de 1507), III duque de Medina Sidonia desde 1492, II marqués de Gibraltar hasta 1502 cuando el título revirtió a la corona, y posteriormente, I marqués de Cazaza desde 1504 y VIII señor de Sanlúcar de Barrameda.[7]